# Jordaniet

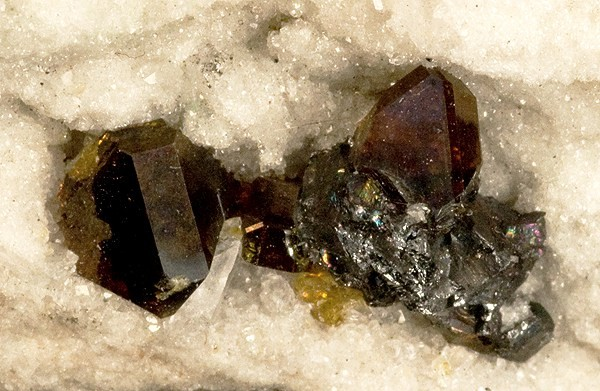
Jordaniet-Sphaleriet

Het mineraal jordaniet is een lood-arseen-antimoon-sulfide met de chemische formule Pb14As4Sb2S23.

## Eigenschappen
Het opake loodgrijze jordaniet heeft een zwarte streepkleur, een metallische glans en de splijting is duidelijk volgens kristalvlak [010]. De gemiddelde dichtheid is 5,95 en de hardheid is 3. Het kristalstelsel is monoklien en het mineraal is niet radioactief.

## Naamgeving
Het mineraal jordaniet is genoemd naar H. Jordan uit Saarbrücken. 

## Voorkomen
Jordaniet is een mineraal dat voornamelijk voorkomt in gemetamorfoseerde lood-arseen afzettingen in dolomiet. De typelocatie is het Binnental, Valais, Zwitserland.